# Бертхолд IV (Церинген)
Бертхолд IV (на немски: Berthold IV. von Zähringen; * ок. 1125; † 8 декември 1186) от род Церинги, е херцог на Церинген (1152 – 1186) и ректор (херцог) на Бургундия. Той основава множество градове, между тях Фрибур (днес в Швейцария).

## Живот
Бертхолд IV е син на херцог Конрад I († 1152) и съпругата му Клеменция от Люксембург-Намюр († 1158) от Дом Намюр, дъщеря на Готфрид I, граф на Намюр и на Ермезинда I Люксембургска († 1141), дъщеря на Конрад I, граф на Люксембург. По баща той е внук на херцог Бертхолд II от Церинген († 1111) и Агнес фон Райнфелден († 1111), дъщеря на геген-крал Рудолф фон Райнфелден († 1080) и втората му съпруга Аделхайд Торинска († 1079).
През 1152 г. той последва баща си като херцог на Церинген и като херцог на Бургундия. Чрез женитбата на Фридрих I Барбароса с Беатрис Бургундска през 1156 г., той загубва последната си херцогска титла. През 1156 г. Бертхолд получава в замяна титлата rector Burgundiae и правата над Женева, Лозана и Зитен.
Заради конкуренцията му с швабския херцог Фридрих IV фон Ротенбург той се бие заедно с Велф VI в конфликта с Тюбинген (1164 – 1166). През 1173 г. той получава управлението на Цюрих.
Бертхолд IV умира през 1186 г. и е погребан в церингския домашен манастир „Св. Петър“ на Шварцвалд. Последван е от сина му Бертхолд V.

## Фамилия
Първи брак: с Хайлвиг фон Фробург († пр. 1183), вероятно дъщеря на граф Фолмар II фон Фробург (* пр. 1143 † сл. 28 октомври 1175). Имат един син и две дъщери:
- Бертхолд V (* 1160 † 1218), последният херцог на Церинген (1186 – 1218), (1186 – 1218), жени се за Клеменция от Оксон (* 1190, † сл. 1235), бездетен
- Агнес († 1239), омъжена ок. 1222 г. в Щутгарт за Егино IV, граф на Урах († 1230), от когото има четири сина и три дъщери:
  - Конрад фон Урах (* ок. 1180 † 1227), кардинал-епископ на Порто и папски легат
  - Егино V фон Урах (* ок. 1185 † 1236/1237), първи граф на Фрайбург
  - Йоланта фон Урах (* 1188; † 1218)
  - Рудолф фон Урах (* 1205 † пр. 1260), граф на Урах-Детинген (заедно с Бертхолд – наследник на собствеността на Урахите), от 1254 г. монах в Бебенхаузен
  - Бертхолд фон Урах († 1242), абат на манастирите Тененбах (1207 – 21), Лютцел и Залем (1221 – 20)
  - Хайлвиг фон Урах († 1262), графиня на Урах и чрез женитба графиня на Пфирт/Ферете в Елзас
  - Агнес фон Урах († сл. януари 1231), графиня на Урах и чрез женитба първа маркграфиня на Баден-Хахберг
- Анна (неизв.), омъжена за Улрих III фон Кибург († 1227), граф на Кибург, от когото има трима сина и три дъщери:
  - Вернер I фон Кибург († 1228, убит в Акон), граф на Кибург
  - Хартман IV фон Кибург († 27 ноември 1264), граф на Кибург
  - Улрих фон Кибург († 17 юни 1237), епископ на Кур (1233/34 – 1237)
  - Хедвиг/Хайлвиг фон Кибург († 30 април 1260)
  - Мехтилдис фон Кибург († сл. 1232)
  - Аделхайд фон Кибург-Дилинген († сл. 1231).

Втори брак: 1183 г. с Ида Лотарингска (1160 – 1216), дъщеря на Матийо Елзаски († 1173), граф на Булон, и Мария Булонска († 1182), дъщеря на английския крал Стивън и Матилда Булонска. Двамата нямат деца.
Графовете на Кибург и на Урах наследяват след смъртта на Бертхолд V фамилните собствености на Церингите.